# 老战士
老战士（德語：Alter Kämpfer，复数：Alte Kämpfer）是用于指代纳粹党中的最早期成员的名词，比如在1930年德国国会选举之前就已经入党的党员，还有很多老战士早在1919-1923年的建党初期就已经入党。那些在1930年9月的具有重要意义的选举过后才入党的人则被老战士们称作“septemberlings”，而那些在1933年1月30日纳粹掌权后才入党的人则被称作“香堇菜”（Märzveilchen）。有很多人在1933年纳粹胜局已定时才选择入党，又有更多的机会主义者在纳粹掌权后才选择入党，因此，老战士们作为已经在1925-1933年间的所谓“斗争年代”（period of struggle，德语：kampfzeit）中证明了自身对革命的奉献精神的纳粹党的“老卫士”（old guard），自然拥有与其他新成员完全不同的地位。为彰显他们的特殊身份，纳粹党为老战士们设立了一系列奖赏和徽章。
- 老卫士荣誉V形臂章（honour chevron for the old guard）奖给在1933年1月30日之前就已经入党或加入党的下属组织的成员。
- 金质党徽（golden party badge），奖给党的前10万名党员。
- 那些曾参与过1923年啤酒馆政变的最早期成员则有资格获颁血章（blood order）。

老战士们还因自身地位而享有更多更具实际意义的优待。在纳粹党掌权后，老战士们在任职和升迁方面都更受照顾。在第三帝国的歌剧院、政府部门以及大学中，老战士们都能得到更体面的工作。很多人都身居高位，比如曾是一个门卫的克里斯蒂安·韦伯最终官至党卫队将军。
在纳粹宣传机器的宣传中，老战士们被美化成了一小群面对几乎不可能成功的局面却依然奋斗的斗士。